# HD 10390
HD 10390 eller HR 490, är en ensam stjärna belägen i norra delen av stjärnbilden Triangeln. Den har en skenbar magnitud av ca 5,64 och är svagt synlig för blotta ögat där ljusföroreningar ej förekommer. Baserat på parallax enligt Gaia Data Release 3 på ca 11,19 mas beräknas den befinna sig på ett avstånd av ca 292 ljusår (ca 89 parsec) från solen. Den rör sig närmare solen med en heliocentrisk radialhastighet av ca -2 km/s. På dess nuvarande avstånd minskas stjärnans ljusstyrka genom skymning av interstellärt stoft med endast fem hundradelar av en magnitud och den har en absolut magnitud på +1,00.

## Egenskaper
HD 10390 är en blå till vit stjärna av spektralklass B9 IV-V, vilket anger att den är en svagt utvecklad stjärna av spektraltyp B med en ljusstyrka som ligger mellan en underjätte och en huvudseriestjärna. Osawa (1959) gav en spektralklass av B9 V, som i stället anger att den är en vanlig B-typ huvudseriestjärna som genererar energi genom nukleär fusion av väte i dess kärna. Den har en massa av ca 2,6 solmassor, en radie av ca 2,1 solradier och utsänder energi från dess fotosfär motsvarande ca  52 gånger solen vid en effektiv temperatur av ca 11 100 K. Stjärnan är metallfattig med en järnmängd på [Fe/H] = −0,2 eller 63,1 procent av solens och den roterar långsamt med en projicerad rotationshastighet på 45 km/s, långt under dess upplösningshastighet på 355 km/s.